# Rifredi
Rifredi este un cartier al Florentei, în zona de Nord-Vest.

## Teritoriu
În mod obișnuit, Rifredi se referă la Districtul 5 al orașului Florența. În realitate, limitele administrative ale districtului 5, cel mai mare din oraș, includ, pe lângă Rifredi, multe alte zone: Quaracchi, Brozzi, Le Piagge, La Sala, Ponte di Mezzo, Novoli, Gondilagi, Romito, Statuto, Montughi , Poggetto, Careggi, Castello, Quarto, Ruffignano, Lippi, Tre Pietre, il Sodo, le Panche, Terzolle, Perétola. Zona actuală a Rifredi este doar o parte a cartierului, dar importanța sa a făcut ca toponimele care rămân în uz curent sunt aproape exclusiv Rifredi, Novoli, Careggi și Castello.

## Locuri și monumente

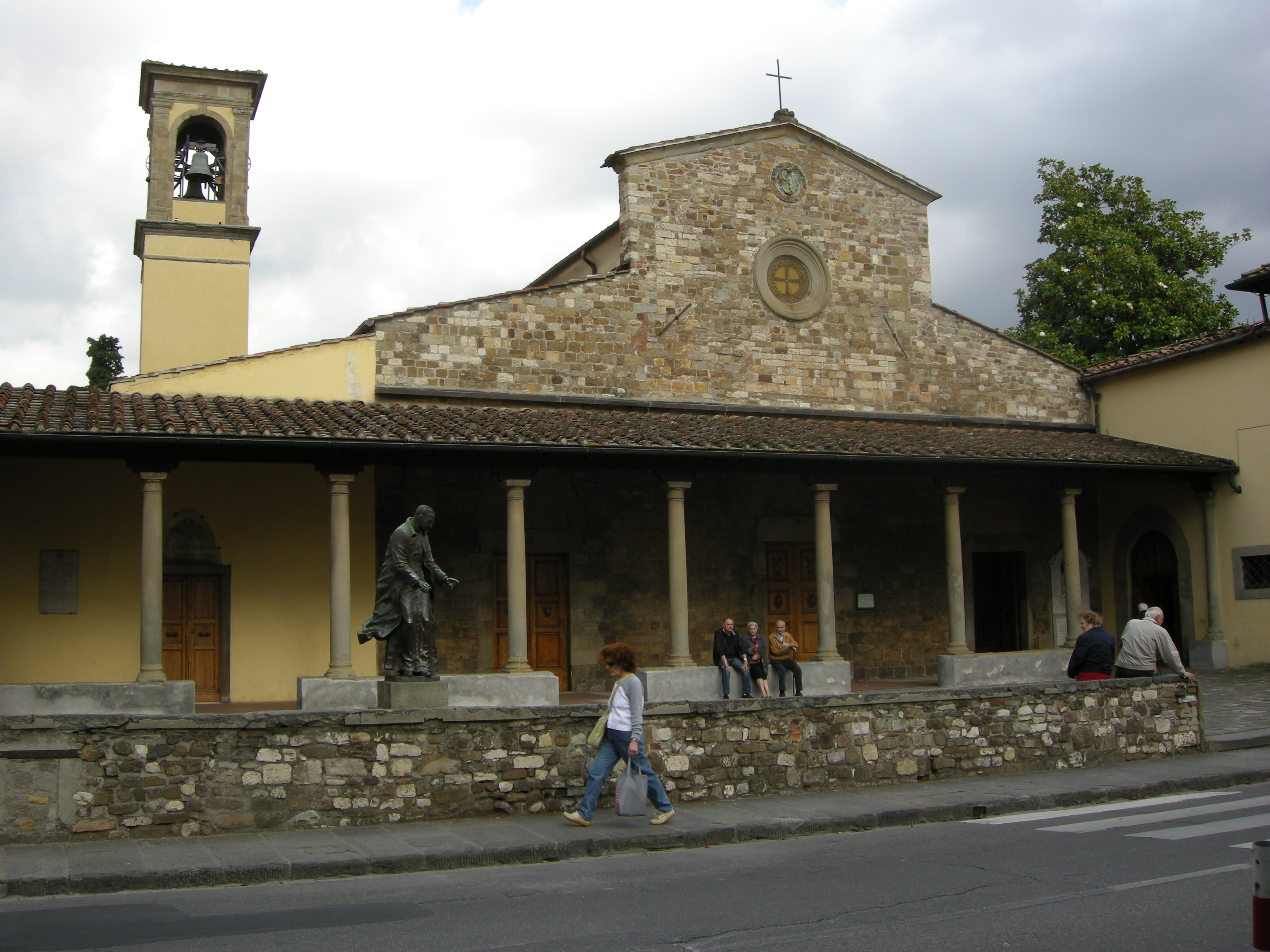
Santo Stefano in Pane
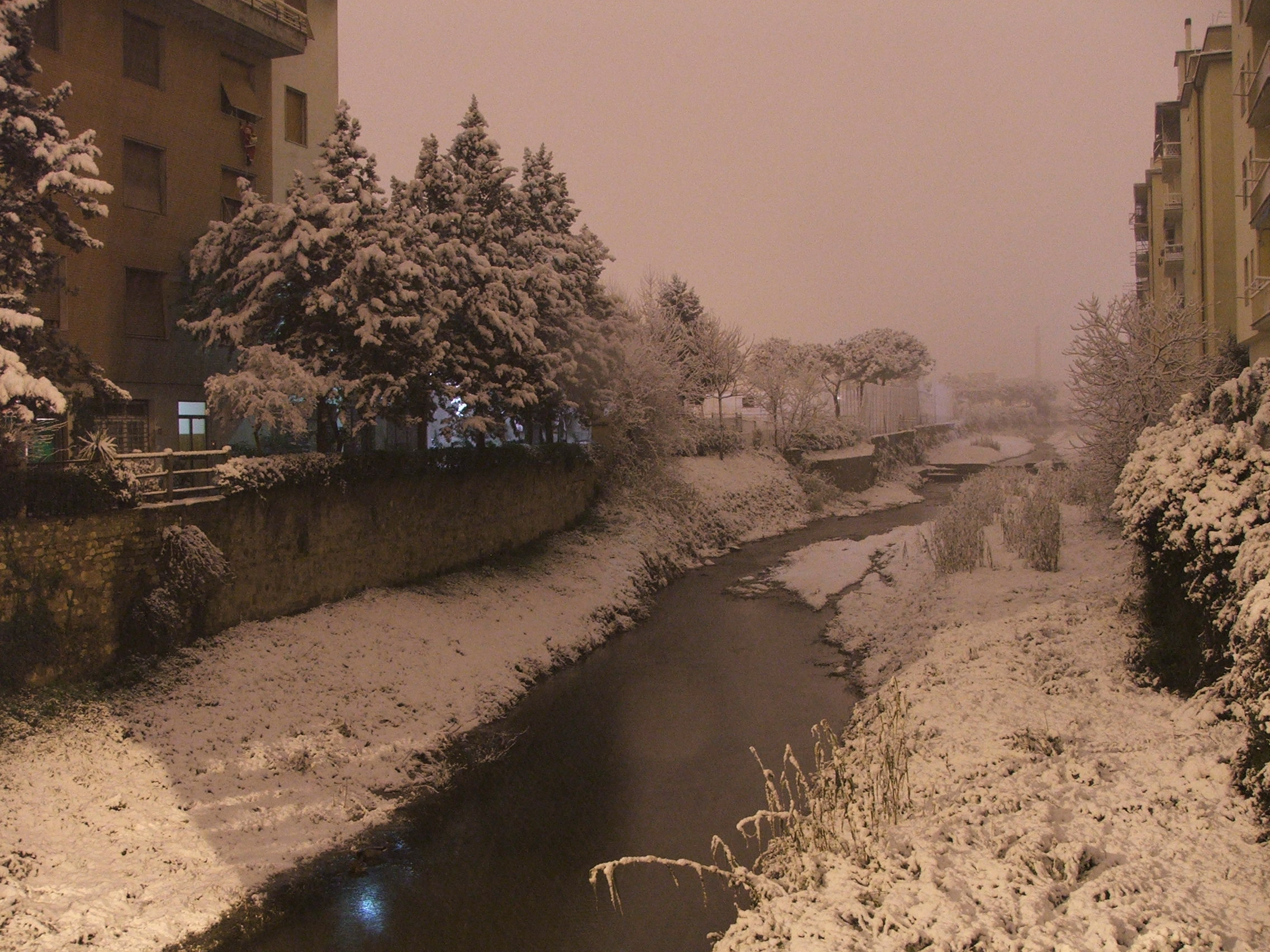
Il Terzolle la Rifredi iarna
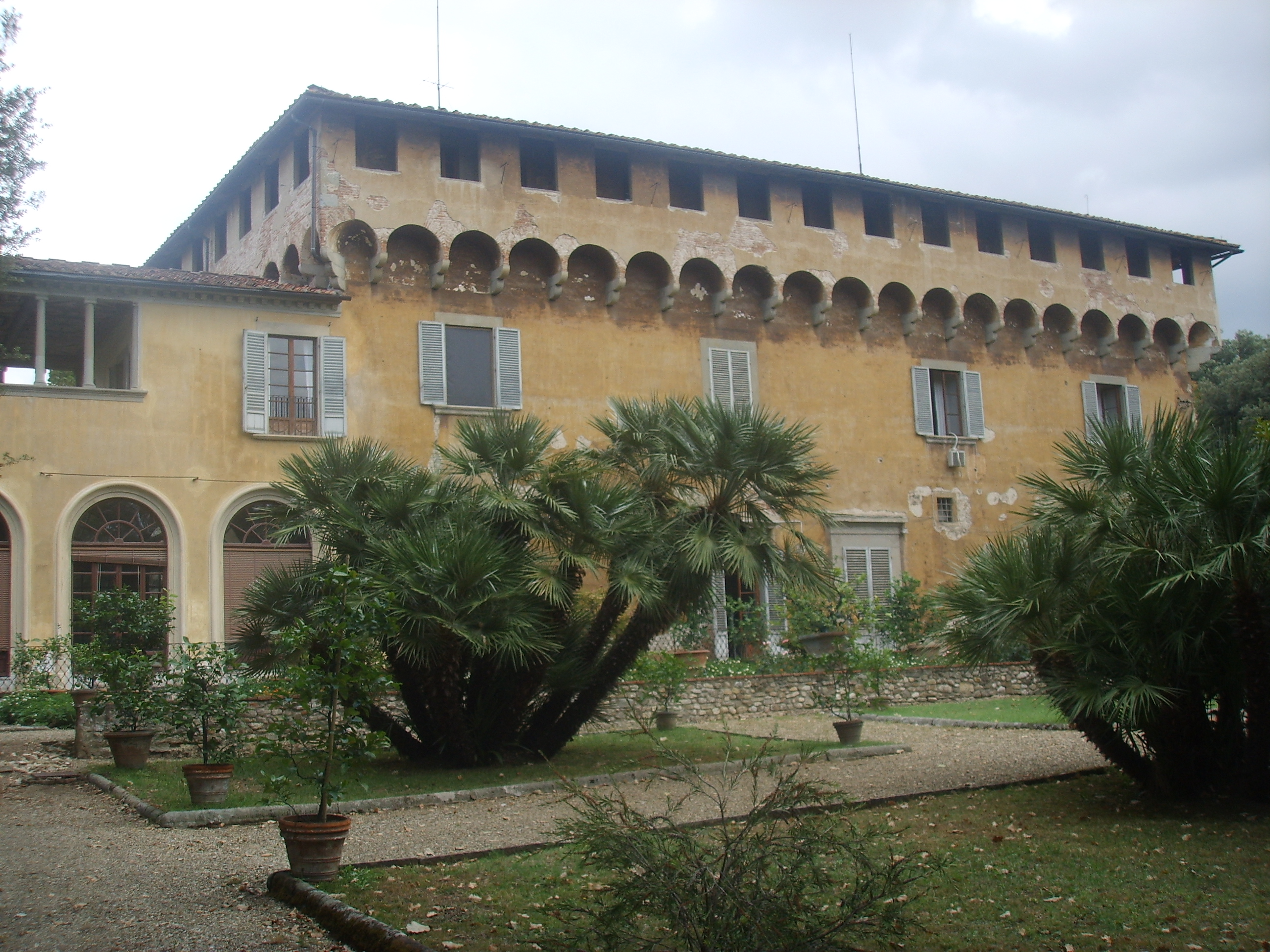
Vila Medici din Careggi
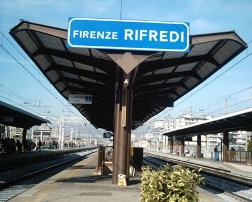
Gara Rifredi din Florența